# Trois Enfants dans le désordre
Pour plus de détails, voir Fiche technique et Distribution.
Trois Enfants dans le désordre est un film français réalisé par Léo Joannon, sorti en 1966.

## Synopsis
L'honnête entrepreneur de travaux publics Eugène Laporte est victime de concurrents qui le font arrêter pour haute trahison. Le seul moyen de se sortir d'affaire est que, lui, célibataire, reconnaisse officiellement trois enfants. Grâce à eux, il préservera les trois quarts de son patrimoine. Son ami Fernand lui découvre trois beaux spécimens : deux garçons, Georges et Roger, et une fille, Zoé. À peine la reconnaissance signée, Eugène est libéré. L'innocence est prouvée, mais sa progéniture est là, fort encombrante et pourvue de mères envahissantes. La fiancée d'Eugène, Élisabeth, se rebiffe et les choses s'enveniment, si bien que Laporte, suivi cette fois de Fernand, se retrouve en prison, mais pour peu de temps.

## Fiche technique
- Titre : Trois Enfants dans le désordre
- Réalisation : Léo Joannon
- Scénario : Léo Joannon
- Adaptation, dialogues : Léo Joannon, Jacques Emmanuel
- Assistant réalisateur : Roger Dallier
- Décors : Paul-Louis Boutié
- Photographie : Henri Persin
- Opérateur : Roger Delpuech, assisté de Jean Castagnier
- Musique : Gaby Verlor (Éditions Hortensia) - chanson de Gaby Verlor et Bourvil
- Son : Jean Labussière, assisté de Henri Sonois
- Montage : Monique et Robert Isnardon
- Script-girl : Cécilia Malbois
- Maquillage : Billie Bonnard
- Régisseur général : Roger Boulais
- Ensemblier : Robert Turlure
- Production : Gaumont International
- Chef de production : Alain Poiré
- Directeur de production : Mireille de Tissot, Robert Sussfeld
- Administrateur de production : Guy Azzi
- Enregistrement Poste Parisien, studio : Franstudio, Laboratoire G.T.C
- Fourrures : Max
- Tournage dans les studios de Saint-Maurice, à Rungis et à l'aéroport de Paris pour les extérieurs
- Pays de production :  France
- Langue : français
- Format : Pellicule 35 mm - couleur Eastmancolor, Techniscope
- Genre : Comédie
- Durée : 90 min
- Date de sortie :
  - France : 3 juin 1966
- Affiche : Jouineau Bourduge (France)

## Distribution
- Bourvil : Eugène Laporte, entrepreneur de travaux publics
- Jean Lefebvre : Fernand Gauthier, le fondé de pouvoir
- Rosy Varte : Mme Gisèle Duchemin
- Anne-Marie Carrière : Marguerite, la mère de Roger
- Jeanne Colletin : Elisabeth Masson, l'inspectrice
- Jacques Legras : L'inspecteur Barnachon
- Uta Taeger : Zoé Duchemin, la jeune adoptée
- Gérard Lartigau : Roger Martin, l'autre jeune adopté
- Jean-François Maurin : Georges Noël
- Robert Dalban : le juge pour enfants Gaubert
- Christine Aurel : Bébé, une employée de l'entreprise
- Fernand Berset : Le contremaître du chantier
- Jean-Henri Chambois : juge d'instruction
- Henri Coutet : secrétaire de Laporte
- Eric Donat : complice de Roger
- Marc Laurent : complice de Roger
- Pierre Doris : L'impresario de Zoé
- Max Elloy : L'appariteur de la mairie
- Hubert de Lapparent : Simonet
- Robert Lombard : l'avocat Maître Chevassot
- Alix Mahieux : Mlle Chauchoin, employée de mairie
- Jacques Mancier : Maître Vertex
- Jacques Préboist : agent devant la poste
- Pierre Tornade : agent bruiteur devant la poste
- André Philip : Le directeur de la prison
- Antonio Ramirez : Ferreira, veilleur de nuit
- Robert Rollis : fonctionnaire moustachu de la mairie
- Roger Trapp : le gardien de prison

Non Crédités : 
- Yves Arcanel : Un inspecteur
- Henri Guégan : Un inspecteur à la poste
- Serge Martina : Un inspecteur
- Marc Arian : Un extra à la noce
- Emile Riandreys : Un invité à la noce
- Pierre Vaudier : Un invité à la noce
- André Badin : Un cambrioleur du coffre
- Michel Charrel : Un autre cambrioleur
- Kempetian : Un autre cambrioleur
- Max Desrau : Un père à la mairie
- Paul Faivre : Le patron du café
- Jeanne Herviale : Une ménagère
- André Tomasi : Le domestique d'Eugène